# Mr. Potato Head

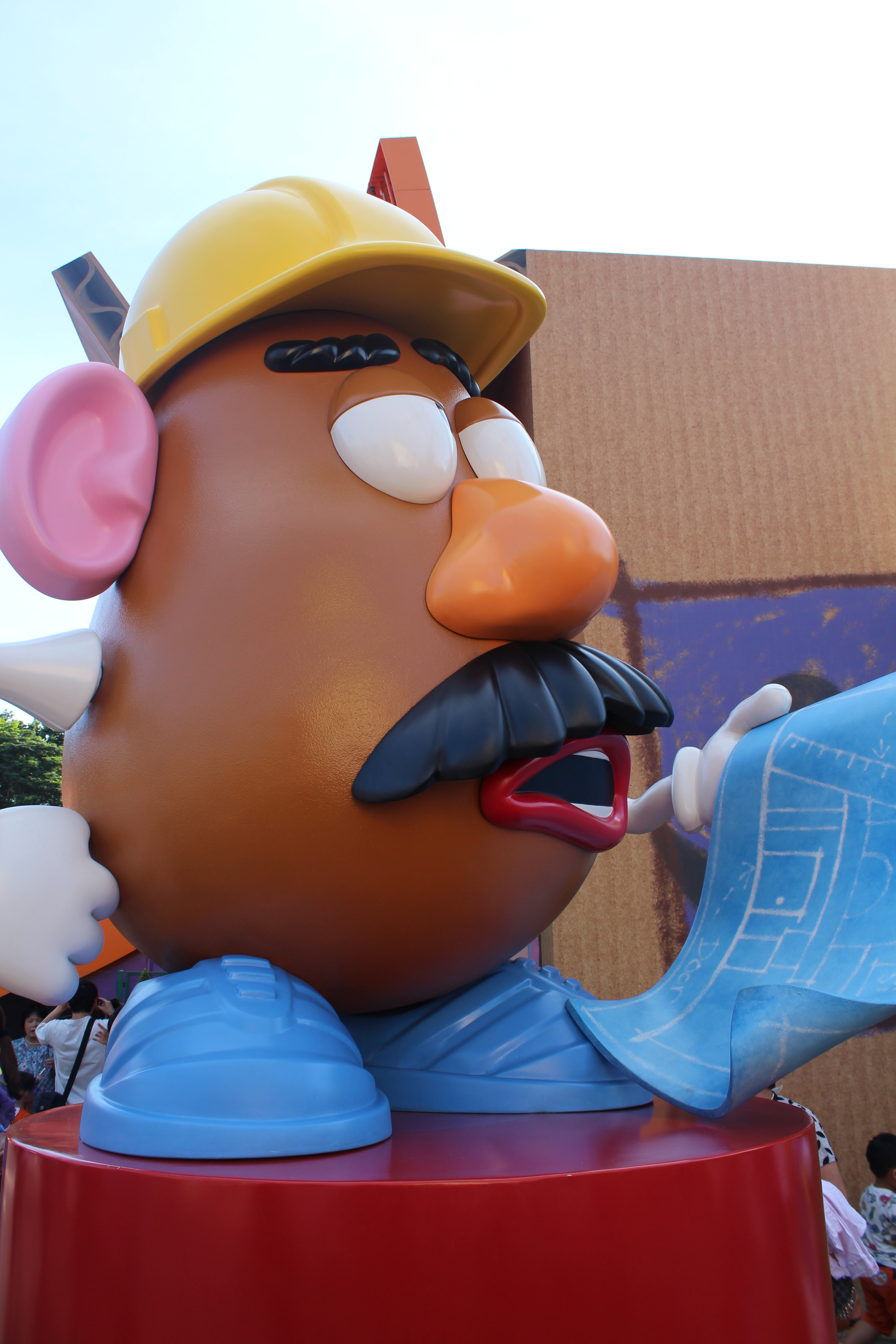
Mr. Potato Head na Disneylândia de Hong Kong

Mr. Potato Head é um brinquedo originário dos Estados Unidos composto de um modelo de uma batata de plástico que pode ser decorada, com o acréscimo de peças penhoráveis, como olhos e ouvidos, formando uma face. O brinquedo foi inventando e distribuído por George Lerner em 1949, e foi manufaturado e lançado no mercado pela primeira vez em 1952 através da empresa Hasbro.
O boneco também é conhecido por ser um personagem na franquia de Toy Story da Walt Disney, onde é conhecido pelo nome Senhor Cabeça de Batata na dublagem brasileira.